# Liste des tunnels les plus longs par pays

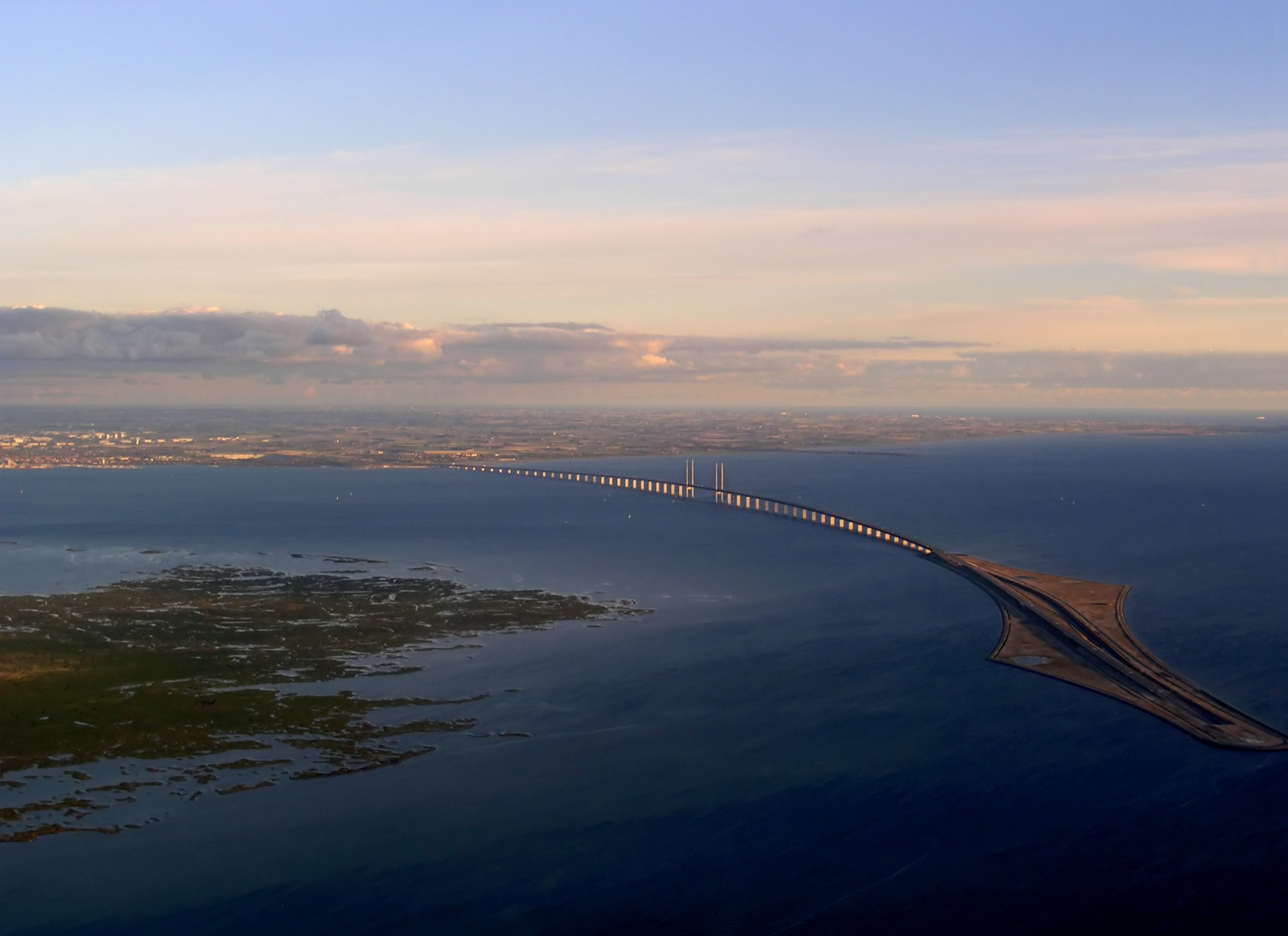
La connexion d'Öresundsförbindelsen est à la fois un pont et un tunnel reliant la Suède au Danemark.

Cette page recense les tunnels routiers, ferroviaires ainsi que les tunnels-canaux partout dans le monde, classés par pays selon leur longueur.

## Afghanistan

### Tunnels routiers
- Tunnel de Salang

## Albanie

### Tunnels routiers
- Tunnel de Llogara long de 6 km
- Tunnel Thirrë-Kalimash long de 5.6 km
- Tunnel Murriz Pass long de 3.3 km
- Tunnel Krrabë Pass long de 2.6 km
- Tunnel Skarficë long de 1 316 m

### Tunnels ferroviaires
- Tunnel Thanë Pass long de 3 km
- Tunnel Murrash long de 918 m

## Algérie

### Tunnels routiers
- Tunnel de Kherrata, long de 7 km
- Tunnels de la Chiffa, long de 4800 m
- Tunnels de Bouzegza, long de 3 450 m
- Tunnel d'El Kentour, long de 2500 m
- Tunnel de Djebel Ouahch, long de 1900 m
- Tunnel de Sidi-Aich, long de 1 660 m
- Tunnel de Djebahia, long de 1 300 m
- Tunnel de Oued Ouchayah, long de 900 m
- Tunnel de Dar El Oued, long de 630 m
- Tunnel Hammam Melouane, long de 355 m
- Tunnel de Ghar El Bez, long de 268 m
- Tunnel des Facultés, long de 120 m

### Tunnels ferroviaires
- Tunnel d'El Qantas,  7 342 m
- Tunnel d'El Achir, 5 202 m
- Tunnel de Ramdane, 2 869 m

## Allemagne
- Landrückentunnel (LGV Hanovre - Wurtzbourg)
- Mündener Tunnel (LGV Hanovre - Wurtzbourg)
- Buschtunnel (Ligne 37 Liège - Aix-la-Chapelle)
- Tunnel du Katzenberg (Ligne de Mannheim à Bâle)
- Heidkopftunnel (sur l'A38)
- Tunnel de Hochwald (Thuringe)
- Tunnel du Berg Bock (sur l'A71)

## Autriche

### Tunnels routiers
- Tunnel d'Arlberg
- Tunnel de Felbertauern
- Tunnel de Katschberg
- Tunnel de Karawanken (frontalier avec la Slovénie)
- Tunnel du Pfänder

### Tunnels ferroviaires
- Tunnel ferroviaire d'Arlberg
- Tunnel de base du Brenner (en construction, frontalier avec l'Italie)
- Tunnel de Simmering
- Tunnel de Tauern (Böckstein - Mallnitz)

## Belgique

### Tunnels routiers
En Région de Bruxelles-Capitale
- Tunnel Léopold II (R20)
- Tunnel Rogier (R20)
- Tunnel Belliard (N23) et Tunnel de Cortenbergh (N23)
- Tunnel Boileau (R21)

En Région flamande
- Kennedytunnel (R1/Anvers)
- Liefkenshoektunnel (R2/Anvers)
- Craeybeckxtunnel (A1/Anvers)
- Frans Tijsmanstunnel (R2/Anvers)
- Bevrijdingstunnel (A12/Anvers)
- Jan de Vostunnel (A12/Anvers)
- Beverentunnel (R2/Beveren)
- Rupeltunnel (A12/Boom)
- Tunnel 't Zand (R30/Bruges)
- Wevelgemtunnel (A17/Wevelgem)
- Zelzatetunnel (A11/Zelzate)

En Région wallonne
- Tunnel du Bois d'Houtaing (A8/Ath)
- Tunnel de Rebaix (A8/Ath)
- Tunnel de Cointe (A602/Liège)
- Tunnel de Kinkempois (A602/Liège)
- Tunnel des Grosses Battes (A602/Liège)
- Tunnel de Couillet (R3/Charleroi)
- Tunnel d'Hublinbu (R3/Charleroi)

### Tunnels ferroviaires
En Région de Bruxelles-Capitale
- Tunnel ferroviaire de la Jonction
- Tunnel du Bois de la Cambre (Ligne 26)
- Tunnel du Cinquantenaire (Ligne 26)
- Tunnel Deschanel (Ligne 161)
- Tunnel Josaphat (Ligne 161)
- Tunnel Schuman (Ligne 161)
- Tunnel Schuman-Josaphat (Ligne 26 & Ligne 161)

En Région wallonne
- Tunnel de Soumagne (LGV 3)

### Tunnels canaux
En Région flamande
- Souterrain de Moen

En Région wallonne
- Tunnel de Godarville
- Tunnel de La Bête Refaite
- Tunnel de Bernistap

## Canada

### Tunnels routiers
- Pont-tunnel Louis-Hippolyte-Lafontaine
- Route 136
- Tunnel de Détroit-Windsor

## Corée du Sud

### Tunnels ferroviaires
- Tunnel de Geumjeong (LGV Séoul-Pusan)
- Tunnel de Soran (Ligne Taebeak)
- Tunnel de Wonhyo (LGV Séoul-Pusan)

## Espagne

### Tunnels routiers, plus de 2 000 mètres
- Tunnel du M-30 12 000 m
- Tunnel du Pardo 11 500 m (en projet)
- Tunnel du Somport 8 608 m (frontalier avec la France)
- Tunnel de Vielha 5 240 m
- Tunnel du Cadi 5 226 m
- Tunnel du Bracons 4 500 m
- Tunnel du Negrón 4 144 m
- Tunnel du Isuskiza 3 377 m
- 2e Tunnel du Guadarrama 3 340 m
- 3e Tunnel du Guadarrama 3 148 m
- Tunnel Aragnouet-Bielsa 3 070 m (frontalier avec la France)
- Tunnel du Soller 3 023 m
- 2e Tunnel du Monrepós 2 900 m
- 1er Tunnel du Guadarrama 2 870 m
- Tunnel Del Folgoso 2561 m
- Tunnel du M-111 2 560 m
- Tunnel du Vallbidrera 2 517 m
- Tunnel du Pedralba 2 598 m
- Tunnel du Piqueras 2 444 m

### Tunnels ferroviaires, plus de  4 500 mètres
- Tunnel de Guadarrama 28,4 km
- Tunnel de Pajares 24,468 km (en construction)
- Tunnel du San Pedro 8,93 km
- Tunnel du Perthus (frontalier avec la France)
- Tunnels de la Risa 3 tunnels du 7,9, 8,254 et 7,3 km
- Tunnel du Somport 7,7 km (frontalier avec la France)
- Tunnel AVE-Vigo 8,1 km (en construction)
- Tunnel de Abdalajís 7,3 km
- Tunnel AVE-Valencia 7,3 km (en construction)
- Tunnel Sants-Sagrera 5,6 km (en construction)
- Tunnel de Gerone 5 km (en construction)
- Tunnel de Paracuellos 4,5 km
- Tunnel de Gibraltar 40 km (en projet) (frontalier avec le Maroc)
- Tunnel Traversée Ferroviaire des Pyrénées Centrales 40 km (en projet) (frontalier avec la France)
- Tunnel du Sierra Caballera 13 km (en projet)

### Tunnels métro, plus de 10 000 mètres
- M. Madrid L-12 40,96 km
- M. Madrid L-10 36,514 km
- M. Madrid L- 1 23,876 km
- M. Madrid L- 7 32,919 km
- M. Madrid L- 6 23,472 km
- M. Madrid L- 5 23,217 km
- M. Barcelona L-1 20,700 km
- M. Madrid L- 9 20,00 km
- M. Barcelona L-4 16,7 km
- M. Barcelona L-5 16,7 km
- M. Barcelona L-3 16,6 km
- M. Madrid L- 8 16,467 km
- M. Madrid L- 3 16,424 km
- M. Madrid L- 4 16,000 km
- M. Barcelona L-2 13,1 km
- ML. Sevilla L- 1 12,8 km
- ML. Málaga L- 1 12,69 km (en construction)
- M. Barcelona L-8 11,26 km
- ML. Valencia
- ML. Bilbao L-1y2 10 km

## États-Unis

### Tunnels routiers
- Big Dig
- Lincoln Tunnel
- Holland Tunnel
- Tunnel de Detroit-Windsor
- Brooklyn Battery Tunnel

## France

### Tunnels routiers
- Tunnel Aragnouet-Bielsa (frontalier avec l'Espagne)
- Tunnel routier de Caluire
- Tunnel de Champigny
- Tunnel du Chambon
- Tunnel du Chat
- Tunnels de Vuache, de Châtillon, de Saint-Germain et de Chamoise sur l'autoroute A40
- Tunnel du Col de Tende (frontalier avec l'Italie)
- Tunnel de la Croix-Rousse
- Tunnel Duplex A86
- Tunnel de L'Épine
- Tunnel de Fourvière
- Tunnel de Foix
- Tunnel du Fréjus (frontalier avec l'Italie)
- Tunnel de la Grand Mare
- Tunnel Jenner
- Tunnel du Landy
- Tunnels du Lioran
- Tunnel Maurice-Lemaire (appelé aussi Tunnel de Sainte-Marie-aux-Mines)
- Tunnel du Mont-Blanc (frontalier avec l'Italie)
- Tunnel des Monts
- Tunnel de Nanterre-La Défense
- Tunnel d'Orelle
- Tunnel du Pas de l'Escalette
- Tunnel de Ponserand
- Tunnel Prado-Carénage
- Tunnel du Petit Brion
- Tunnel du Puymorens
- Tunnel du Roux
- Tunnel de Saint-Cloud
- Tunnel du Siaix
- Tunnel de Sinard
- Tunnel du Somport (frontalier avec l'Espagne)
- Tunnel de Toulon
- Tunnel d'Uriol
- Tunnel du Vieux-Port de Marseille
- Tunnel de Violay

### Tunnels ferroviaires
- Tunnel ferroviaire du Mont-Cenis (frontalier avec l'Italie)
- Tunnel ferroviaire du Col de Tende (frontalier avec l'Italie)
- Tunnel sous la Manche (frontalier avec le Royaume-Uni)
- Tunnel du col de Braus (5 938 m) sur la ligne de Nice à Breil-sur-Roya
- Tunnels du Lioran
- Tunnel de Tavannes
- Tunnel ferroviaire d'Arzviller (Moselle)
- Tunnel de la Colle-Saint-Michel, 3457 m sur la ligne Nice-Digne
- Tunnel de Margival, Margival (02)
- Tunnel de Rilly-la-Montagne (51) 3441 mètres
- Tunnel de Vizzavona rectiligne sur 3916 mètres de long, à 906 m d'altitude (1880-1886), sur la ligne de Bastia à Ajaccio
- Tunnel de la Nerthe (13) édifié en 1848, longueur de 4 638 m, creusé sous la montagne de l'Estaque
- Tunnel du Crêt-d'Eau (01)
- Tunnel du Mont-d'Or (frontalier avec la Suisse)

### Tunnels canaux
- Touage souterrain de Riqueval
- Tunnel d'Arzviller (57)
- Tunnel de Malpas
- Tunnel de Mauvages (55) Canal de la Marne au Rhin
- Tunnel du Rove (13)
- Tunnel Saint-Léonard (17) Canal de Marans à La Rochelle
- Tunnel de Chalifert (77)

## Irlande

### Tunnels routiers
- Tunnel du Port de Dublin

## Italie

### Tunnels routiers
- Tunnel du Fréjus (frontalier avec la France)
- Tunnel du Mont-Blanc (frontalier avec la France)
- Tunnel du Col de Tende (frontalier avec la France)
- Tunnel du Grand-Saint-Bernard (frontalier avec la Suisse)
- Tunnel Giovanni XXIII à Rome
- Tunnel du Gran Sasso
- Tunnel de base de la Variante di Valico
- Tunnel de Santa Lucia
- Tunnel Serra Rotonda
- Tunnel de Jannello
- Tunnel de Valnerina

### Tunnels ferroviaires
- Tunnel de base du Brenner (en construction, frontalier avec l'Autriche)
- Tunnel de Bussoleno
- Tunnel du Simplon (frontalier avec la Suisse)
- Tunnel ferroviaire du Mont-Cenis (frontalier avec la France)
- Tunnel ferroviaire du Col de Tende (frontalier avec la France)
- Tunnel ferroviaire Salerno - Nocera Superiore

## Japon

### Tunnels ferroviaires
- Tunnel du Seikan
- Tunnel de Dai-shimizu

## Maroc

### Tunnels routiers
- Tunnel de Zaouiat Ait Mellal 560 m
- Tunnel de Foum Zabel

## Monténégro

### Tunnels routiers
- Tunnel de Sozina

## Norvège

### Tunnels routiers
- Tunnel de Lærdal
- Tunnel du Cap-Nord

## Pays-Bas

### Tunnels routiers
- Tunnel de l'Escaut occidental, 6,6 km

## Pérou

### Tunnels routiers
- Tunnel Punta Olímpica, 1384m, et aussi le plus haut tunnel du monde

## Portugal

### Tunnels routiers
- Tunnel du Marão (A4), 5,7 km (inauguré en mai 2016, le plus long de la péninsule ibérique[1])
- Tunnel du Marquês, 1,7 km
- Tunnel du Grilo (IC17), 1,5 km

### Tunnels ferroviaires
- Tunnel du Rossio, 2,6 km
- Tunnel du Pragal, 2 km

## Royaume-Uni

### Tunnels routiers
- Tunnel de la Clyde, 762 m

### Tunnels ferroviaires
- Tunnel sous la Manche (frontalier avec la France), 50,5 km

## Russie

### Tunnels routiers
- Tunnel Lefortovo

## Slovaquie
- Tunnel de Čremošné

## Suède

### Tunnels routiers
- Tunnel Södra Länken, 4,5 km

## Suisse

### Tunnels routiers
- Tunnel d'Arrissoules
- Tunnel du Bözberg
- Tunnel d'Eyholz
- Tunnel de Glion
- Tunnel de Gotschna
- Tunnel du Grand-Saint-Bernard (frontalier avec l'Italie)
- Tunnel d'Islisberg
- Tunnel routier du Kerenzerberg
- Tunnel de Lungern
- Tunnel Mappo-Morettina
- Tunnel de Neuchâtel
- Tunnel de Pomy
- Tunnel du San Bernardino
- Tunnel routier du Saint-Gothard
- Tunnel de Sierre
- Tunnel du Seelisberg
- Tunnel du Sonnenberg
- Tunnel du Mont Terri
- Tunnel de l'Uetliberg

### Tunnels ferroviaires
- Tunnel de l'Albula
- Tunnel de base du Ceneri
- Tunnel de base de la Furka
- Tunnel ferroviaire du Saint-Gothard
- Tunnel de base du Saint-Gothard (57 km, plus long tunnel ferroviaire du monde)
- Tunnel du Lötschberg
- Tunnel de base du Lötschberg (34,6 km, quatrième plus long tunnel ferroviaire du monde)
- Tunnel du Mont-d'Or (frontalier avec la France)
- Tunnel Moutier-Granges
- Tunnel du Simplon (frontalier avec l'Italie)
- Tunnel de la Vereina
- Tunnel du Weissenstein
- Tunnel de base du Zimmerberg

Le billet de banque d'une valeur de 10 CHF de la neuvième série liste, sur sa face recto, les plus longs tunnels ferroviaires de Suisse du tunnel de base du Saint-Gothard jusqu'au tunnel du Wasserfluh (de) long de 3,6 km.

## Taïwan

### Tunnels routiers
- Tunnel du Hsuehshan

## Turquie

### Tunnels routiers
- Tunnel de Zigana, long de 14,5 km
- Tunnel Ovit, long de 14,3 km
- Tunnel Eurasia, long de 5,4 km

### Tunnels ferroviaires
- Marmaray, long de 13,6 km

## Viêt Nam

### Tunnels routiers
- Tunnel de Thu Thiem

### Tunnels piétonniers
- Tunnel de Củ Chi